# Eberschwang
Eberschwang är en ort och köpingskommun i Österrike. Den ligger i distriktet Ried im Innkreis i förbundslandet Oberösterreich, 210 kilometer väster om huvudstaden Wien. 
Kommunen består av 33 orter (Ortschaften) (inom parentes invånarantal 1 januari 2024):

- Albertsham (119)
- Anetsham (42)
- Anhang (35)
- Antiesen (45)
- Aspach (33)
- Eberschwang (1 654)
- Edt (22)
- Eichetsham (33)
- Feichtet (108)
- Felling (20)
- Fleischhacken (68)
- Greifenedt (40)
- Hausruck (35)
- Hof (52)
- Hötzing (50)
- Illing (25)
- Königsberg (25)
- Leopoldshofstatt (252)
- Mitterbreitsach (54)
- Moos (39)
- Mühring (125)
- Oberbreitsach (108)
- Prinsach (26)
- Pumberg (106)
- Putting (21)
- Reinthal (35)
- Straß (70)
- Vocking (102)
- Walling (37)
- Wappeltsham (54)
- Wolfharting (44)
- Wörling (15)
- Ötzling (52)